# Caproni-AV.I.S. C.4
Il Caproni-AV.I.S. C.4 (Avio Industrie Stabiensi) è stato un prototipo di un aereo monoplano da collegamento e ricognizione coloniale a tre posti a decollo corto (STOL), simile al coevo Fieseler Fi 156. Fu progettato dall'ing. Ugo Abate e costruito dalla Caproni-AV.I.S (Avio Industrie Stabiensi) nel 1939.

## Tecnica
Era un monoplano a struttura mista metallo-legno, propulso da motore un raffreddato a liquido.
La fusoliera dell'aereo è stata realizzata in tubi di metallo saldati e rivestita con sottili fogli di duralluminio; aveva configurazione con ala bassa, del "tipo Junkers" con il tipico sistema di ipersostentazione. Essa era costruita con due longheroni di legno ed era rivestita in compensato. Questa disposizione, rispetto ai due veicoli similari Fieseler Fi 156 "Storch" e l'IMAM Ro.63, consentiva una maggiore velocità ma comprometteva la visibilità nella ricognizione e nel decollo/atterraggio su brevi distanze.
Il carrello d'atterraggio a ruote indipendenti era fisso e ammortizzato ed aveva ruote a bassa pressione, particolarmente adatto alle piste non preparate; anche il pattino di coda era ammortizzato.
La cabina prevedeva un posto per un pilota, uno per un passeggero affiancato e un passeggero disposto posteriormente; venne anche prevista una versione da soccorso feriti che prevedeva una barella al posto del passeggero posteriore.
Tra tutte le opzioni considerate, il motore più idoneo al velivolo si mostrò essere il tedesco Hirth HM 508D da 280 CV, un motore aeronautico otto cilindri a V invertito a 90° raffreddato ad aria prodotto dall'azienda tedesca Hirth Motoren GmbH, che comandava con un'elica bipala.
Del velivolo furono costruiti sei esemplari che ricevettero le matricole MM11585 e MM.11590.